# Јожеф Фогл
Јожеф Фогл (мађ. Fogl József (Ујпешт, 14. август 1897 — Будимпешта, 6. фебруар 1971) био је професионални фудбалер који играо на позицијама одбрамбеног играча за мађарски прволигашки клуб клуб ФК Ујпешт и фудбалску репрезентацију Мађарске.
Фогл је рођен у Ујпешту у тадашњој Аустроугарској двојној монархији. Између 1920. и 1930. године одиграо је 37 утакмица за репрезентацију Мађарске као леви дефанзивац. Заједно са својим старијим братом Карољем Фоглом II, двојица Фогла су формирала легендарну „Фогл-капија“ (Fogl-gát на мађарском), изузетно моћну и чврсту формацију у одбрани која је функционисала читаву деценију.
Фогл је са Ујпештом освојио Митропа куп 1929. и Куп нација 1930. године, као и сезоне 1929/30. и 1930/31, као капитен тима у свим овим приликама. Умро је у Будимпешти 6. фебруара 1971. године.

## Каријера

### Клуб
Дебитовао је у првом тиму Ујпештеа 1918. године. Он и његов брат Карољ Фогл играли су као дефанзивци и створили чувену брану Фогл. Са тимом је постао шампион 1930. и 1931. године, а са својом екипом освојио је 3 друга и 5 трећих места у лигашком такмичењу. У фудбалски пензију је отишао 1931. године. У фудбалском свету је био познат као Фогл III.

### Репрезентација
Између 1920. и 1930. у репрезентацији се појавио 38 пута. Био је члан тима који је учествовао на Олимпијским играма у Паризу 1924. године, али тада није одиграо ни једну званичну утакмицу.

## Остварења
- Прва лига Мађарске у фудбалу
  - шампион: 1920/21, 1922/23, 1926/27.
  - другопласирани: 1918/19, 1921/22, 1923/24, 1927/28, 1928/29.
- Митропа куп (KK)
  - победник: 1929.
- Куп нација
  - победник: 1930.